# 6186 Zenon
A 6186 Zenon (ideiglenes jelöléssel 1988 CC2) a Naprendszer kisbolygóövében található aszteroida. Eric Walter Elst fedezte fel 1988. február 11-én.